# Мальцев, Михаил Григорьевич
Михаил Григорьевич Мальцев (род. 12 марта 1998, Санкт-Петербург) — российский хоккеист, нападающий московского «Спартака».

## Игровая карьера
Воспитанник петербургской ДЮСШ по хоккею. На юношеском уровне играл в команде «СКА-Петергоф». В сезоне 2015/16 играл в МХЛ за команду сборной России U18. В следующих трёх сезонах выступал в ВХЛ и МХЛ за команды «СКА-Нева» и «СКА-1946».
На драфте НХЛ 2016 года был выбран под общим 102-м номером в 4-м раунде клубом «Нью-Джерси Девилз». 11 сентября 2017 года дебютировал в КХЛ в составе СКА в домашнем матче против «Лады» (3:1). Участник молодёжного чемпионата мира 2018. 13 мая 2019 года подписал трёхлетний контракт с «Нью-Джерси Девилз». Сезон 2019/20 провёл в АХЛ в фарм-клубе «Бингемтон Девилз». В сентябре — октябре 2020 года провёл за СКА четыре матча на правах аренды, 30 ноября вернулся в США. 31 января 2021 года провёл первый матч в НХЛ.
31 июля 2021 года был обменян в «Колорадо Эвеланш». В 2022 году в составе «Эвеланш» стал обладателем Кубка Стэнли, но его имя не было внесено на Кубок, но Мальцев получил чемпионский перстень за победу. В июле 2022 года Мальцев подписал новый двусторонний контракт с «Эвеланш» на один год и 800 тысяч долларов. 9 сентября 2022 года «Колорадо» поместил Мальцева на драфт отказов. После прохождения драфта отказов был переведён в фарм-клуб «Колорадо Иглз». В сезоне 2022/23 в НХЛ провёл пять матчей за «Колорадо», не отличившись результативными действиями, а в рамках АХЛ-2022/23 Мальцев сыграл 28 матчей и набрал 21 (11+10) очко. 1 июля 2023 года заключил двусторонний контракт с «Лос-Анджелес Кингз» на один год. 1 октября 2023 года Мальцев был выставлен на драфт отказов. Прошёл драфт отказов и был переведён в состав фарм-клуба в АХЛ — «Онтарио Рейн». В сезоне 2023/24 в АХЛ в 21 сыгранной встрече Мальцев забросил четыре шайбы и отдал 10 результативных передач, набрав 14 очков с показателем полезности «+2».
12 декабря 2023 года перешёл в московский «Спартак», подписав контракт до конца сезона 2023/24. В сезоне 2023/24 провёл за клуб 27 матчей, в которых набрал 14 (4+10) очков. 19 июня 2024 года подписал со «Спартаком» контракт на два года. 9 сентября 2024 года сделал хет-трик в домашнем матче против минского «Динамо» (5:2).

## Достижения
- Лучший новичок недели КХЛ: сентябрь 2017[18]
- Бронзовый призёр КХЛ (2): 2017/18, 2018/19
- Серебряный призёр Кубка Петрова: 2017/18
- Победитель регулярного чемпионата ВХЛ: 2018/19
- Победитель Кубка Германии и Кубка Люцерна в составе олимпийской сборной России: 2019[15]